# Společenství pokání
Společenství pokání nebo Františkáni od pokání (latinsky:  Congregatio Fratrum Adunationis Tertii Regularis Ordinis Sancti Francisci, anglicky: Franciscan Friars of the Atonement) je mužská řeholní kongregace, jejíž zkratkou je S.A.

## Historie
Kongregace byla založena 7. října 1898 v Graymooru anglickým pastorem Lewisem Thomasem Wattsonem, který toužil v episkopální církvi založit společenství podobné Sekulárnímu františkánskému řádu.
Roku 1909 pastor Wattson konvertoval ke katolicismu. Papež Pius X. požehnal bratrstvu a dovolil mu pokračovat ve svém poslání v katolické církvi. Dne 27. října 1909 bylo společenství schváleno jako institut diecézního práva františkánského třetího řádu a byli podřízeni autoritě newyorského arcibiskupa. Dne 25. července 1932 byla kongregace sloučena do Řádu menších bratří.
Dne 21. prosince 1951 získala kongregace od Svatého stolce decretum laudis a 30. srpna 1960 oficiální schválení.

## Aktivita a šíření
Věnují se šíření ekumenického ducha a různým společenským aktivitám.
Jsou přítomni ve Spojených státech amerických, v Kanadě, Peru, ve Spojeném království, Itálii a Japonsku; generální kurie se nachází v Graymoor (New York).
K 31. prosinci 2005 měla kongregace 119 řeholníků ve 22 domech.